# Teatre Solís
El Teatre Solís - Teatro Solís (castellà) - és el teatre més antic de l'Uruguai. Va ser construït el 1856 i actualment és administrat pel govern de Montevideo. És a la Plaça Independència (Ciudad Vieja). És la seu de l'Orquestra Filharmònica de Montevideo. El 1998, el govern de Montevideo va començar les obres de reconstrucció del teatre, les quals van incloure dues columnes de U$S110.000 dissenyades per Philippe Starck. La reconstrucció es va completar el 2004, i s'inaugurà l'agost del mateix any. Els estudis acústics del projecte de rehabilitació van ser a càrrec de l'estudi francès AVEL ACOUSTIQUE (Jerome Falala). La Parisina de Tomás Giribaldi, considerada la primera òpera nacional uruguaiana, es va estrenar al Solís el 14 de setembre de 1878.

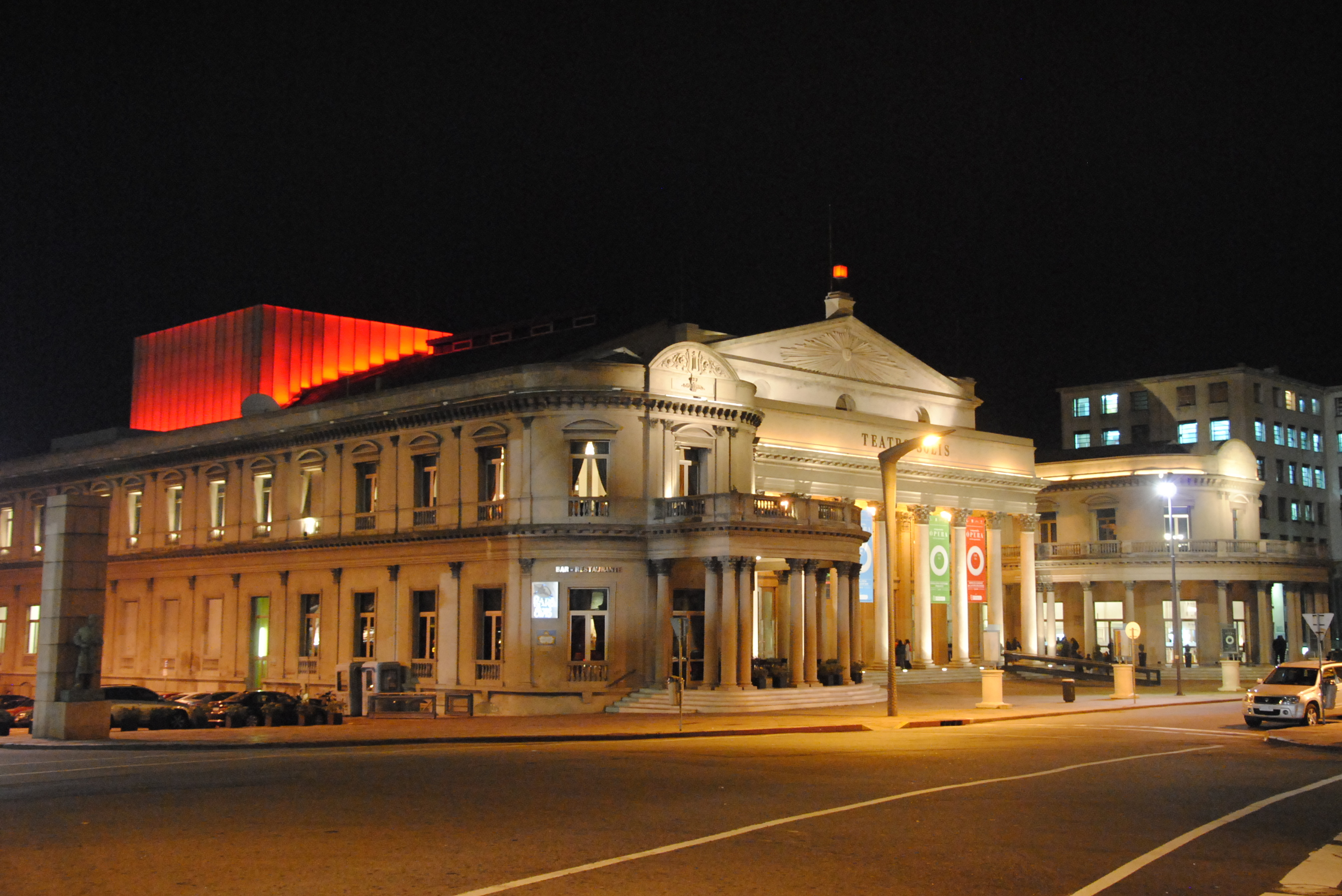
Vista nocturna del Teatre Solís.